# حملة الراين 1796

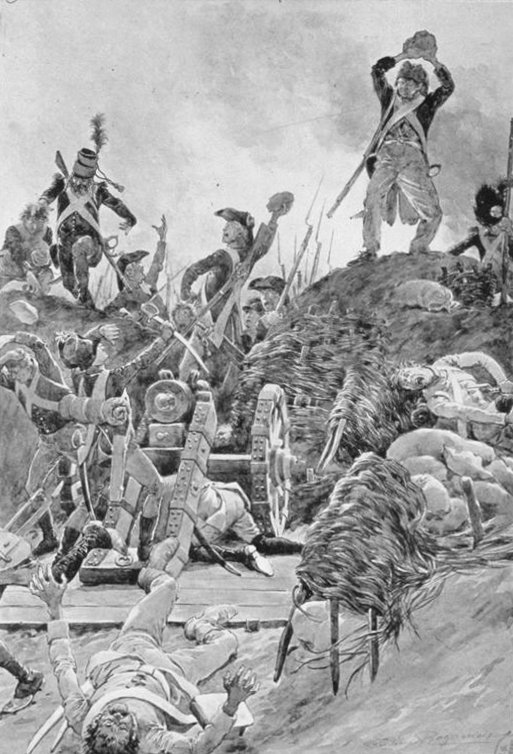
كيهل 1796، الاستيلاء على أحد معاقل كيهل عن طريق رمي الحجارة، 24 يونيو 1796

خلال حملة الراين لعام 1796 (يونيو 1796 حتى فبراير 1797) هزم جيشان ضمن حرب التحالف الأول جيشين جمهوريين فرنسيين تحت قيادة الأرشيدوق كارل دوق تيشن. كانت تلك آخر حملات حرب التحالف الأول وجزءًا من الحروب الثورية الفرنسية.
تمثلت الاستراتيجية العسكرية الفرنسية ضد النمسا بغزو من ثلاث جهات لتطويق فيينا بهدف الاستيلاء على المدينة وإرغام الإمبراطور الروماني المقدس على الاستسلام وقبول الوحدة الإقليمية لفرنسا الثورية. حشدت فرنسا جيش سامبر وميوز الذي كان تحت قيادة جان بابتيست جوردان ضد جيش الراين الدنيى النمساوي في الشمال. واجه جيش الراين وموسيل، بقيادة جان فيكتور ماري موريو، جيش الراين العليا في الجنوب. واقترب من فيينا جيش ثالث، جيش إيطاليا، بقيادة نابليون بونابرت قادمًا من شمالي إيطاليا.
أرغمت النجاحات الأولية لجيش إيطاليا قائد التحالف، الأرشيدوق كارل دوق تيشن، على نقل 25 ألف مقاتل يترأسهم داغوبيرت سيغموند فون وورسمر إلى شمالي إيطاليا. أضعف ذلك قوة التحالف على جبهة يبلغ طولها 340 كم (211 ميل) تمتد على طول نهر الراين من بازل إلى بحر الشمال. لاحقًا، أقنعت حركة تمويهية قام بها جيش سامبر وميوز الأرشيدوق كارل بنقل قواته نحو الشمال، الأمر الذي أتاح لموريو عبور الراين في معركة كيهل في 24 يونيو وهزيمة القوات الإمبرطوارية للأرشيدوق. بحلول أواخر شهر يوليو اخترق كلا الجيشين الفرنسيين شرقي وجنوب ألمانيا، الأمر الذي أرغم الولايات الجنوبية للإمبراطورية الرومانية المقدسة على إبرام هدنة عقابية. بحلول أغسطس، كانت الجيوش الفرنسية قد وسعت جبهتها بصورة ضعيفة وعقّدت الخصومة بين الجنرالات الفرنسيين التعاون بين الجيشين. ونظرًا إلى أن الجيشين الفرنسيين كانا يعملان بصورة مستقلة، كان بوسع كارل أن يترك الكونت ماكسيميليان أنتون كارل بايليت دو لاتور مع جيش أضعف أمام موريو على خاصرة أقصى الجنوب ونقل العديد من التعزيزات إلى جيش فيلهلم فون فارتنسليبين في الشمال.
خلال معركة أمبرغ في 24 أغسطس ومعركة فورتزبرغ في 3 سبتمبر، هزم كارل جيش جوردان الشمالي وأرغم الجيش الفرنسي على الانسحاب حتى الضفة الغربية من نهر الراين. مع تحييد جوردان وانسحابه نحو فرنسا، ترك كارل فرانز فون فيرنيك يراقب جيش سامبر وميوز لضمان ألا يحاول استعادة موطئ قدم واحد على ضفة الراين الشرقية. بعد تأمين معابر الراين في بروتشسال وكيهل، أرغم كارل موريو على الانسحاب نحو الجنوب. خلال الشتاء قلل النمساويون نقاط العبور الفرنسية في حصارات كيهل وهنينغين وأرغم جيش موريو على الانسحاب نحو فرنسا. على الرغم من نجاحات كارل في الراينلاند، خسرت النمسا الحرب في إيطاليا ضد نابليون بونابرت، الأمر الذي أسفر عن معاهدة كامبو فورميو.

## الخلفية
نظر حكام أوروبا في بداية الأمر إلى الثورة الفرنسية كنزاع داخلي بين لويس السادس عشر ملك فرنسا ورعاياه. ومع ازدياد حدة الخطابات الثورية، أعلن ملوك أوروبا بأن مصلحتهم ومصلحة لويس وعائلته هي مصلحة واحدة. هدد إعلان بيلنيتز (27 أغسطس 1791) بعواقب مبهمة وجدية في الآن نفسه في حال حدوث أي مكروه للعائلة الملكية الفرنسية. واصل المهاجرون الفرنسيون، الذين نالوا دعم آل هابسبورغ والبروسيين والبريطانيين، التحريض على ثورة مضادة.
في نهاية المطاف، في 20 أبريل 1792، أعلن المؤتمر الوطني الفرنسي الحرب على ملكية هابسبورغ، مما دفع الإمبراطورية الرومانية المقدسة بأسرها للدخول في حرب. ونتيجة لذلك، خاضت فرنسا في حرب التحالف الأولى (1792-1798) حربًا ضد معظم الدول الأوروبية التي كانت تتشارك الحدود البرية أو البحرية معها، إضافة إلى المملكة المتحدة ومملكة البرتغال والإمبراطورية العثمانية.
منذ عام 1793 حتى عام 1795، حقق الفرنسيون نجاحات متنوعة. بحلول عام 1794، كانت جيوش الجمهورية الفرنسية في حالة من الفوضى. طهر الثوريون الأكثر راديكالية الجيش من جميع العناصر التي من المحتمل أن تكون موالية للنظام القديم. خلق التجنيد العام جيشًا جديدًا يضم آلافًا من الرجال الأميين وغير المدربين تحت قيادة ضباط ربما كان تأهيلهم الرئيسي إخلاصهم للثورة لا فطنتهم العسكرية. شهدت التنظيمات العسكرية التقليدية اضطرابًا بسبب تشكيل نصف اللواء الجديد، الذي كان عبارة عن وحدات أنشئت من خلال دمج الوحدات العسكرية القديمة مع التشكيلات الثورية الجديدة: ضم كل نصف لواء وحدة من الجيش الملكي القديم ووحدتين من التجنيد العام الجديد. تركت هزائم هذا الجيش الثوري الجديد في حملة الراين 1795 خيبة لدى الشعب الفرنسي والحكومة الفرنسية.
علاوة على ذلك، وبحلول العام 1795، اجتذب الجيش كراهية كبيرة في كافة أرجاء فرنسا، سواء بالإشاعات أو الفعل، من خلال اعتماده الجشع في نيل الدعم المادي على الريف وسلوكه غير القانوني وغير المنضبط بشكل عام. بعد شهر أبريل من عام 1796 دفعت أجور الجيش بعملة نقدية بدلًا من العملة الورقية التي كانت دون أي قيمة، إلا أن الدفع بقي متأخرًا. كانت حكومة المدراء الفرنسيين ترى أن الحرب ينبغي أن تدفع تكاليفها بنفسها ولم تخصص ميزانية للدفع للجنود وتغذيتهم وتزويدهم بالعتاد. ونتيجة لذلك، باتت الحاجة ملحة بصورة متزايدة إلى حملة لإخراج الجيوش من فرنسا لأسباب تتعلق بالميزانية والأمن الداخلي.

### الأقاليم السياسية
كانت الدول الناطقة بالألمانية بشكل رئيسي على الضفة الشرقية لنهر الراين جزءًا من مجموعة واسعة من الأقاليم في أوروبا الوسطى سُميت بالإمبراطورية الرومانية المقدسة التي كانت أرشيدوقية النمسا كيانها الأساسي وكان أرشيدوقها إجمالًا الإمبراطور الروماني المقدس. اعتبرت الحكومة الفرنسية الإمبراطورية الرومانية المقدسة عدوها القاري الرئيسي. ضمت أقاليم الإمبراطورية حتى أواخر العام 1796 ما يزيد عن 1000 ولاية، بما في ذلك بريسغاو (هابسبورغ) وأوفنبورغ وروتفايل (مدن حرة)، والأقاليم العائدة إلى أسر هوهنتسولرن وفورشتنبرغ الأميرية، ودوقية بادن الكبرى ودوقية فورتمبرغ وعشرات الكيانات الكنسية. والعديد من هذه الأقاليم كانت متجاورة: إذ كان ممكنًا أن تنتمي قرية ما بشكل رئيسي إلى أحد الكيانات، وفي الوقت نفسه أن تضم مزرعة ومنزلًا أو حتى قطعة أو قطعتي أرض تنتمي إلى كيان آخر. كانت مساحة ونفوذ هذه الكيانات متفاوتة، ابتداءًا بكلاينشتاتراي، التي كانت ولايات صغيرة تغطي بضعة أميال مربعة فحسب، أو كانت تضم العديد من الأراضي غير المتجاورة، وصولًا إلى أقاليم ضخمة مع حدود مرسومة بوضوح مثيل بافاريا وبروسيا.
وتفاوتت أيضًا أشكال حكم هذه الولايات، إذ تراوحت بين حكم ذاتي للمدن الإمبراطورية الحرة (أيضًا بنفوذ ومساحات مختلفة) وأقاليم كنسية وولايات سلالية مثل فورتمبرغ. ومن خلال تنظيم الحلقات الإمبراطورية، التي عُرفت أيضًا برايخسكيراس، عززت مجموعة من الولايات مواردها وقوت مصالحها الإقليمية والتنظيمية، بما في ذلك التعاون الاقتصادي والحماية العسكرية. ودون مساهمة الولايات الرئيسية في الإمبراطورية مثل أرشيدوقية النمسا وبروسيا وانتخابية ساكسونيا وبافاريا، كانت الولايات الصغيرة عرضة للغزو والاحتلال نظرًا إلى انعدام قدرتها على الدفاع عن نفسها بنفسها.

### الجغرافيا
شكل نهر الراين الحدود بين الولايات الألمانية في الإمبراطورية الرومانية المقدسة وجاراتها. وتطلب أي هجوم يشنه أحد الطرفين السيطرة على المعابر. ينبع النهر من كانتون غراوبوندن (يسمى أيضًا الغريسونز) بالقرب من بحيرة توما ويتدفق على امتداد إقليم الألب الذي يقع على حدود ليشتنشتاين باتجاه الشمال حيث يجتاز بحيرة كونستانس. يسير النهر من البحيرة عند ستين أم رهين ويتدفق غربًا على امتداد الحدود بين الولايات الألمانية وكانتونات سويسرا. يقطع امتداد النهر الذي يبلغ طوله 160 كم تقريبًا (93 ميل) بين ستين أم رهين وبازل، والذي يسمى الراين الأعلى، منحدرات التلال فقط بالقرب من شلالات الراين ويتدفق على حوض حصى، وفي أماكن مثل المنحدرات النهرية السابقة في لاوفنبورغ، أو بعد التقائه بنهر آر الأضخم أسفل كوبلنز، سويسرا، يتدفق النهر في سيول.
في بازل، حيث تصبح التضاريس مسطحة، ينعطف الراين انعطافة واسعة نحو الشمال عند ركبة الراين ويدخل في ما يسميه الأهالي المحليون مصرف الراين (راينغاربين). شكل هذا جزءًا من واد متصدع يبلغ عرضه نحو 31 كم (19 ميل) على حدود الغابة السوداء الجبلية من الشرق (الجانب الألماني) وجبال الفوج من الغرب (الجانب الفرنسي). عند الحواف البعيدة للسهل الفيضي الشرقي، تقطع الروافد المضائق الجبلية ضمن المنحدر الغربي للجبال، ونال ذلك أهمية خاصة في الخريف الممطر لعام 1796. وكلما اتجه النهر شمالًا يزداد عمقه وتزداد سرعته إلى أن يزداد عرضه في الدلتا، حيث يصب في بحر الشمال. في التسعينيات من القرن الثامن عشر، كان هذا الجزء من النهر هائجًا وغير قابل للتوقع وكانت الجيوش تعبره مدركة مدى خطورته. تمر قنوات النهر في المستنقعات والمروج وأقامت جزر أشجار ونباتات التي كانت تغمر بصورة دورية من قبل الفيضانات. وقد تغمر الفيضانات المفاجئة التي تتدفق من الجبال المزارع والحقول. كان يتعين على أي جيش يرغب بقطع النهر أن يعبر نقاط معينة: في عام 1790 جعلت أنظمة الجسور والمعابر عبور النهر أمرًا ممكنًا، إلا أن ذلك كان ممكنًا فقط عند كيهل في ستراسبورغ وعند هونينغن في بازل وفي الشمال في مانهايم. في بعض الأحيان، كان العبور ممكنًا عند نيوف بريساش، بين كيهل وهونينغن، إلا أن نقطة الانطلاق الصغيرة جعلت ذلك غير ممكن. لم يكن للنهر ضفة محددة سوى باتجاه شمال كايزرسلاوترن حيث وفرت الجسور المحصنة نقاط عبور آمنة.

## خطط الحرب
مع نهاية حملة الراين عام 1795 اتفق الطرفان على هدنة، إلا أن كلا الطرفين واصل التخطيط للحرب. في مرسوم أقر يوم 6 يناير 1796، أعطى أحد المدراء الفرنسيين الخمسة الأولوية لألمانيا على حساب إيطاليا كمسرح للحرب. كان اقتصاد الجمهورية الفرنسية الأولى في حالة سيئة، لذا كان من المتوقع شن غزو ضد أقاليم جديدة ومن ثم العيش من الأراضي المحتلة. مع معرفة النمساويين أن الفرنسيين كانوا يخططون لغزو ألمانيا، أعلنوا في 20 من شهر مايو من عام 1796 أن الهدنة ستنتهي في 31 مايو، وتحضروا للغزو.

### هابسبورغ والتنظيم الإمبراطوري
في البداية، كان عدد هابسبورغ والقوات الإمبراطورية يبلغ نحو 125 ألف مقاتل، بما في ذلك ثلاثة فيالق مستقلة، كان يترأس 90 ألف مقاتل منها الأرشيدوق كارل الذي كان يبلغ من العمر 25 عامًا، وهو شقيق الإمبراطور الروماني المقدس فرانسيس الثاني. قبل بداية الحملة في الراينلاند، قاد داغوبيرت سيغموند فون فورسمر 25 ألف من هؤلاء المقاتلين كتعزيزات إلى إيطاليا بعد وصول أخبار نجاحات بونابارت الأولية. وفي الوضع الجديد هذا، أعطى مجلس أوليك، الذي كان يضم مستشاري الإمبراطور في الحرب، لكارل قيادة القوات النمساوية التي نُقلت من المقاطعات الحدودية، وقيادة فرقة الإمبراطورية الرومانية المقدسة (كرايشتروبن). كانت الاستراتيجية النمساوية الاستيلاء على ترير واستخدام هذا الموقع على الضفة الغربية لمهاجمة الجيوش الفرنسية بالتتابع، وفي حال فشل ذلك، كان يتعين على الأرشيدوق أن يثبت في موقعه.
تمركز الجناح اليميني (في الشمال) الذي كان يبلغ قوامه 20 ألف مقاتل تحت قيادة الدوق فيرديناند فريدريك أوغوستوس من فورتمبرغ على الضفة الشرقية للراين خلف نهر سيغ (الحظ) لمراقبة نقطة العبور عند دوسلدورف. حرس قسم منهم الضفة الغربية وخلف نهر ناهي. كان عدد حاميات حصن ماينز وحصن إهرنبرايشتاين أكبر بنحو 10 آلاف مقاتل، من بينهم 2600 مقاتل عند إهرنبرايشتاين. ركز كارل معظم قواته، بقيادة أحد أكثر جنرالاته خبرة، الكونت بايلت لاتور، بين كارلسروه ودرامشتات، حيث كان التقاء نهري الراين وماين يجعل شن هجوم أمرًا مرجحًا، ووفر النهران منفذًا إلى الولايات الشرقية الألمانية وحتى فيينا مع جسور محكمة تعبر ضفة نهر محددة بشكل جيد نسبيًا.